# Nicolò Sebregondi
 (mai 2023).
Nicolò Sebregondi (ou Sebregundi), né en 1582 à Sondrio et mort en 1652 à Mantoue, est un architecte et un peintre italien.

## Biographie

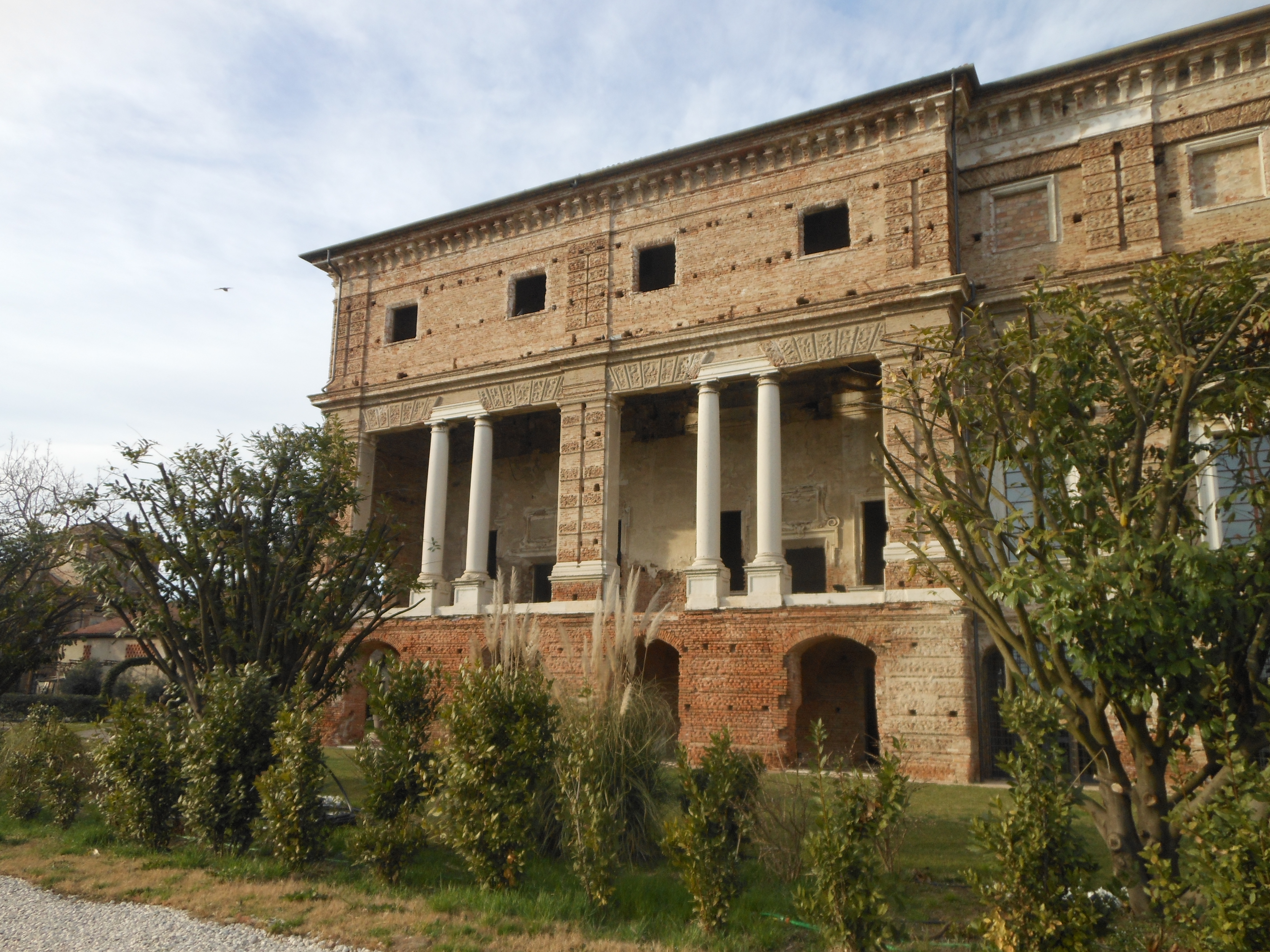
Villa La Favorite.

Nicolo Sebregondi a étudié la peinture en Flandre. Au début du XVIIe siècle, il travailla à Rome où, en 1612 il conçut et reconstruisit l'église Santa Maria del Pianto. Il a également exécuté la façade du palais Crescenzi[réf. nécessaire].
Pendant son séjour à Rome, il rencontra le cardinal Ferdinand de Gonzague qui devint duc à la mort de son frère en 1613 et qui l'appela à Mantoue. Il construisit de 1613 à 1624 la Villa La Favorite, à la périphérie de la ville, où Ferdinand de Gonzague envisagea de déplacer le siège ducal.
Albrecht von Wallenstein, militaire et homme politique tchèque, a appelé Sebregondi pour construire, dans le quartier de Malá Strana à Prague, l'imposant édifice baroque du palais Wallenstein[réf. nécessaire].

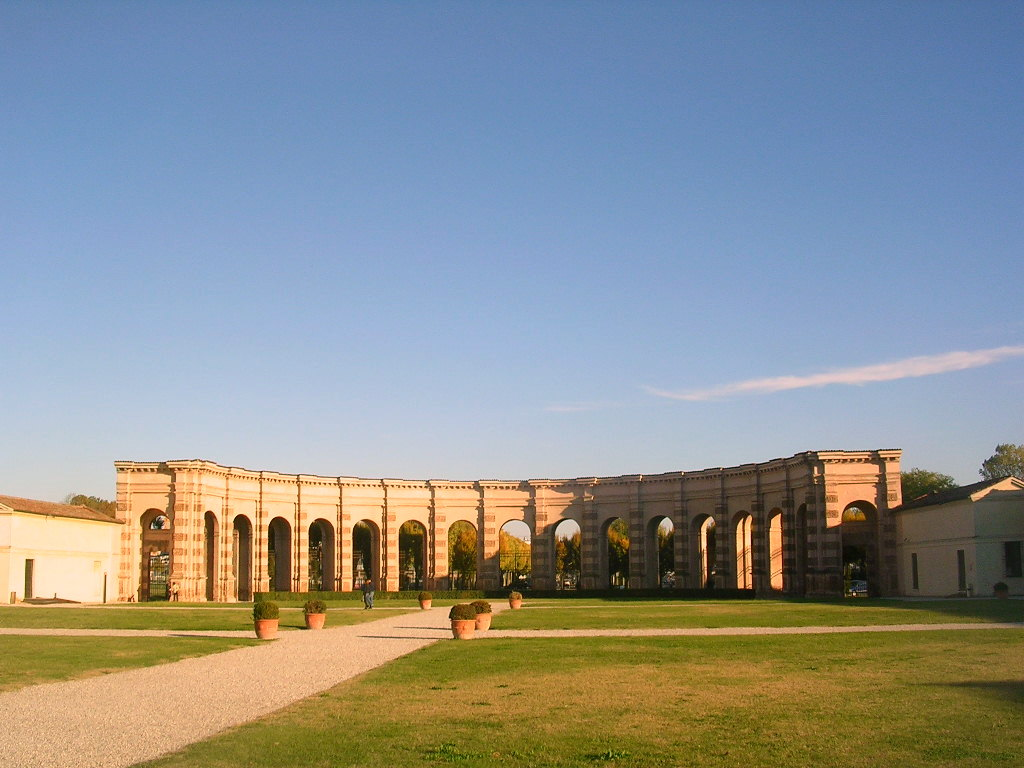
L'exèdre du palais du Te à Mantoue.

C'est également à Mantoue qu'il débuta la construction de la façade du palais Valenti Gonzaga qui fut achevée en 1677 par l'architecte flamand Frans Geffels. L'orangerie du palais du Te fut construite en 1651 par Sebregondi pour abriter les plants d’agrumes. Le plan de la magnifique exèdre, hémicycle qui unit l'orangerie à l’appartement secret du jardin, lui est attribué.[réf. nécessaire]
La construction du Palazzo Beffa Negrini à Asola lui est également prêtée[réf. souhaitée].
Certaines de ses œuvres, notamment la Porte Cerese et l'Ermitage des Pères Camaldolese du Bosco della Fontana de Marmirolo, ont été démolies et définitivement perdues au cours des siècles suivants.